# Amirhossein Hosseinzadeh
Amirhossein Hosseinzadeh (en persan : امیرحسین حسین‌زاده), né le 30 octobre 2000 à Téhéran en Iran, est un footballeur international iranien qui joue au poste de milieu de terrain au Tractor SC.

## Biographie

### En club
Amirhossein Hosseinzadeh fait ses débuts professionnels au Saipa FC lors de la 17e journée de la saison 2018-2019 du championnat d'Iran contre Paykan en remplaçant Arash Rezavand (en).
Le 22 août 2022, il signe un contrat avec le Sporting de Charleroi pour une durée de deux ans, avec une option pour deux années supplémentaires.

### En sélections nationales
Amirhossein Hosseinzadeh décroche ses deux premières sélections en équipe nationale d'Iran en 2022 lorsqu'il dispute deux minutes de la rencontre face à la Corée du Sud, le 24 mars 2022, et cinq minutes contre le Liban, le 29 mars 2022.

## Statistiques

### En club
| Saison                | Club                  | Championnat             | Championnat | Championnat | Championnat | Coupe(s) nationale(s) | Coupe(s) nationale(s) | Coupe(s) nationale(s) | Compétition(s) continentale(s) | Compétition(s) continentale(s) | Compétition(s) continentale(s) | Compétition(s) continentale(s) | Total | Total | Total |
| Saison                | Club                  | Division                | M.          | B.          | P.d.        | M.                    | B.                    | P.d.                  | Comp.                          | M.                             | B.                             | P.d.                           | M.    | B.    | P.d.  |
| 2018-2019             | Saipa FC              | Persian Gulf Pro League | 14          | 4           | 0           | -                     | -                     | -                     | -                              | -                              | -                              | -                              | 14    | 4     | 0     |
| 2019-2020             | Saipa FC              | Persian Gulf Pro League | 21          | 3           | 1           | 1                     | 1                     | 0                     | -                              | -                              | -                              | -                              | 22    | 4     | 1     |
| 2020-2021             | Saipa FC              | Persian Gulf Pro League | 12          | 0           | 0           | -                     | -                     | -                     | -                              | -                              | -                              | -                              | 12    | 0     | 0     |
| Sous-total            | Sous-total            | Sous-total              | 47          | 7           | 1           | 1                     | 1                     | 0                     | -                              | -                              | -                              | -                              | 48    | 8     | 1     |
| 2021-2022             | Esteghlal FC          | Persian Gulf Pro League | 30          | 8           | 1           | 2                     | 0                     | 0                     | ACL                            | 1                              | 0                              | 0                              | 33    | 8     | 1     |
| 2022-2023             | Charleroi SC          | Division 1A             | 23          | 2           | 2           | -                     | -                     | -                     | -                              | -                              | -                              | -                              | 23    | 2     | 2     |
| 2022-2023             | Zébra Élites          | Nationale 1             | 1           | 1           | 0           | -                     | -                     | -                     | -                              | -                              | -                              | -                              | 1     | 1     | 0     |
| 2023-2024             | Tractor SC            | Persian Gulf Pro League | 28          | 3           | 2           | 3                     | 0                     | 0                     | ACL                            | 1                              | 0                              | 0                              | 32    | 3     | 2     |
| 2024-2025             | Tractor SC            | Persian Gulf Pro League | 28          | 14          | 6           | 1                     | 0                     | 1                     | ACL2                           | 8                              | 8                              | 2                              | 37    | 22    | 9     |
| Sous-total            | Sous-total            | Sous-total              | 56          | 17          | 8           | 4                     | 0                     | 1                     | -                              | 9                              | 8                              | 2                              | 69    | 25    | 11    |
| Total sur la carrière | Total sur la carrière | Total sur la carrière   | 157         | 35          | 12          | 7                     | 1                     | 1                     | -                              | 10                             | 8                              | 2                              | 174   | 44    | 15    |

### En sélections nationales
| Saison                | Sélection             | Phases finales        | Phases finales | Phases finales | Phases finales | Éliminatoires CDM | Éliminatoires CDM | Éliminatoires CDM | Éliminatoires AFC | Éliminatoires AFC | Éliminatoires AFC | Matchs amicaux | Matchs amicaux | Matchs amicaux | Total | Total | Total |
| Saison                | Sélection             | Compétition           | M              | B              | Pd             | M                 | B                 | Pd                | M                 | B                 | Pd                | M              | B              | Pd             | M     | B     | Pd    |
| --------------------- | --------------------- | --------------------- | -------------- | -------------- | -------------- | ----------------- | ----------------- | ----------------- | ----------------- | ----------------- | ----------------- | -------------- | -------------- | -------------- | ----- | ----- | ----- |
| 2021-2022             | Iran                  | -                     | -              | -              | -              | 2                 | 0                 | 0                 | -                 | -                 | -                 | 1              | 0              | 0              | 3     | 0     | 0     |
| 2022-2023             | Iran                  | Coupe CAFA 2023       | 0              | 0              | 0              | -                 | -                 | -                 | -                 | -                 | -                 | 0              | 0              | 0              | 0     | 0     | 0     |
| 2024-2025             | Iran                  | -                     | -              | -              | -              | 3                 | 0                 | 0                 | -                 | -                 | -                 | -              | -              | -              | 3     | 0     | 0     |
| Total sur la carrière | Total sur la carrière | Total sur la carrière | 0              | 0              | 0              | 5                 | 0                 | 0                 | -                 | -                 | -                 | 1              | 0              | 0              | 6     | 0     | 0     |

### Matchs internationaux
| Matchs internationaux d'Amirhossein Hosseinzadeh, | Matchs internationaux d'Amirhossein Hosseinzadeh, | Matchs internationaux d'Amirhossein Hosseinzadeh, | Matchs internationaux d'Amirhossein Hosseinzadeh, | Matchs internationaux d'Amirhossein Hosseinzadeh, | Matchs internationaux d'Amirhossein Hosseinzadeh, | Matchs internationaux d'Amirhossein Hosseinzadeh, | Matchs internationaux d'Amirhossein Hosseinzadeh,                        |
| #                                                 | Date                                              | Lieu                                              | Adversaire                                        | Résultat                                          | Compétition                                       | Club                                              | Notes                                                                    |
| ------------------------------------------------- | ------------------------------------------------- | ------------------------------------------------- | ------------------------------------------------- | ------------------------------------------------- | ------------------------------------------------- | ------------------------------------------------- | ------------------------------------------------------------------------ |
| 1                                                 | 24 mars 2022                                      | Stade de la Coupe du monde, Séoul, Corée du Sud   | Corée du Sud                                      | D 0 - 2                                           | Éliminatoires de la Coupe du monde 2022           | Esteghlal FC                                      | Entre en jeu à la place de Sardar Azmoun à la 88e minute de jeu.         |
| 2                                                 | 29 mars 2022                                      | Stade Imam Réza (en), Machhad, Iran               | Liban                                             | V 2 - 0                                           | Éliminatoires de la Coupe du monde 2022           | Esteghlal FC                                      | Entre en jeu à la place de Alireza Jahanbakhsh à la 85e minute de jeu.   |
| 3                                                 | 12 juin 2022                                      | Suheim bin Hamad Stadium, Doha, Qatar             | Algérie                                           | D 1 - 2                                           | Match amical                                      | Esteghlal FC                                      | Entre en jeu à la place de Ahmad Nourollahi (en) à la 71e minute de jeu. |
| 4                                                 | 19 novembre 2024                                  | Spartak Stadium, Bichkek, Kirghizistan            | Kirghizistan                                      | V 3 - 2                                           | Éliminatoires de la Coupe du monde 2026           | Tractor SC                                        | Entre en jeu à la place de Sardar Azmoun à la 93e minute de jeu.         |
| 5                                                 | 20 mars 2025                                      | Stade Azadi, Téhéran, Iran                        | Émirats arabes unis                               | V 2 - 0                                           | Éliminatoires de la Coupe du monde 2026           | Tractor SC                                        | Entre en jeu à la place de Mehdi Ghayedi à la 77e minute de jeu.         |
| 6                                                 | 5 juin 2025                                       | Stade Jassim-bin-Hamad, Doha, Qatar               | Qatar                                             | D 0 - 1                                           | Éliminatoires de la Coupe du monde 2026           | Tractor SC                                        | Titulaire, remplacé par Rouzbeh Cheshmi à la 46e minute de jeu.          |

## Palmarès

### En club
|  |  | Esteghlal FC - Championnat d'Iran (1) : - Champion : 2022 |